# Lizzola
Lizzola [liˈʦːɔːla] (Liddöla o Lissöla [liˈsøla] in dialetto bergamasco) è una frazione del comune di Valbondione, in provincia di Bergamo.

## Geografia fisica

### Territorio
Il centro abitato della frazione è situato in una piccola conca, posta ad un'altezza di circa 1250 m s.l.m., dove confluiscono la Valle dell'Asta, stretta tra il Passo della Manina, il monte Sponda Vaga e la valle Bondione, dove scorre l'omonimo torrente, inclusa tra i monti Pomnolo e Cimone sulla destra e dal monte Sasna sulla sinistra.
Il nucleo abitativo è composto dalle contrade Ebond, Cantù, Casa Obert, Simicà, e Piazza, nonché da Lizzola Bassa, situata più a valle lungo il corso del torrente Bondione.

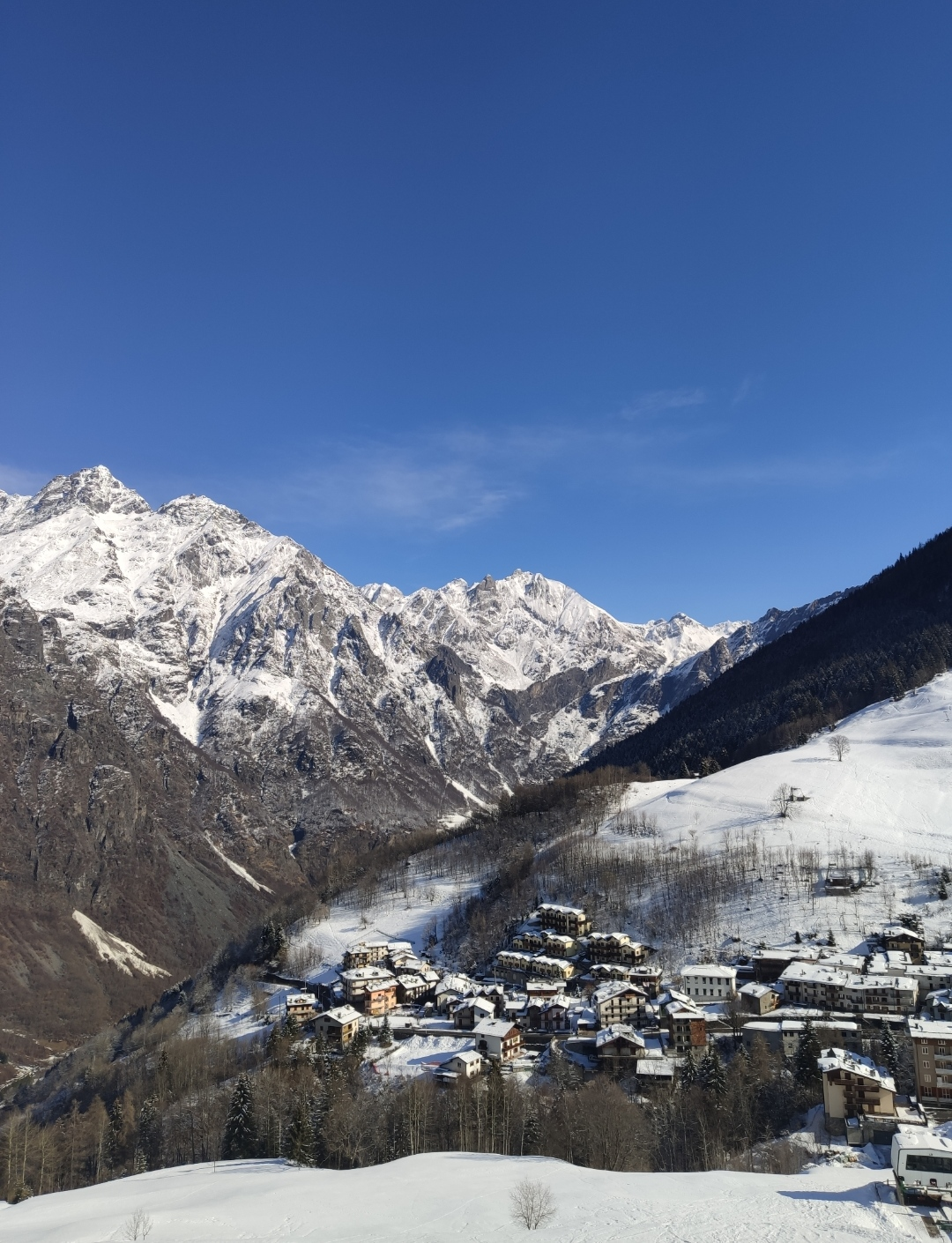
Lizzola innevata

Il territorio è delimitato a nord dal corso del fiume Serio, che lo divide dalle contrade Dosso e Gavazzo, mentre ad est include l'intera valle Bondione. Quest'ultima, chiusa alla testata dal passo di Bondione, è compresa tra le creste dei monti Cimone e Pomnolo a nord-est e dallo spartiacque orografico che va dal monte Sasna al passo della Manina a sud-est, che funge anche da confine amministrativo con Vilminore di Scalve. A sud è invece la costa tra i monti Sponda Vaga e Vigna Soliva, area in cui si sviluppano la Valle dell'Asta e la tributaria Val Stretta, a suddividere le competenze territoriali con l'altra frazione Fiumenero.
La rete viaria è composta da una sola arteria, la strada provinciale SP49 dell'alta Val Seriana (chiamata localmente Roncaglia) che s'inerpica dal capoluogo Valbondione, da cui dista circa cinque chilometri e termina presso l'abitato.
Per ciò che concerne l'idrografia, numerosi sono i piccoli corsi d'acqua che bagnano il territorio: per lo più si tratta di torrenti che si gonfiano solo in seguito ad abbondanti piogge e che raccolgono le acque in eccesso provenienti dai monti circostanti. Il principale di questi è il torrente Bondione, che dà il nome alla vallata. Il Bondione va poi a cadere nel fiume Serio a Valbondione attraverso la cascata Düc.

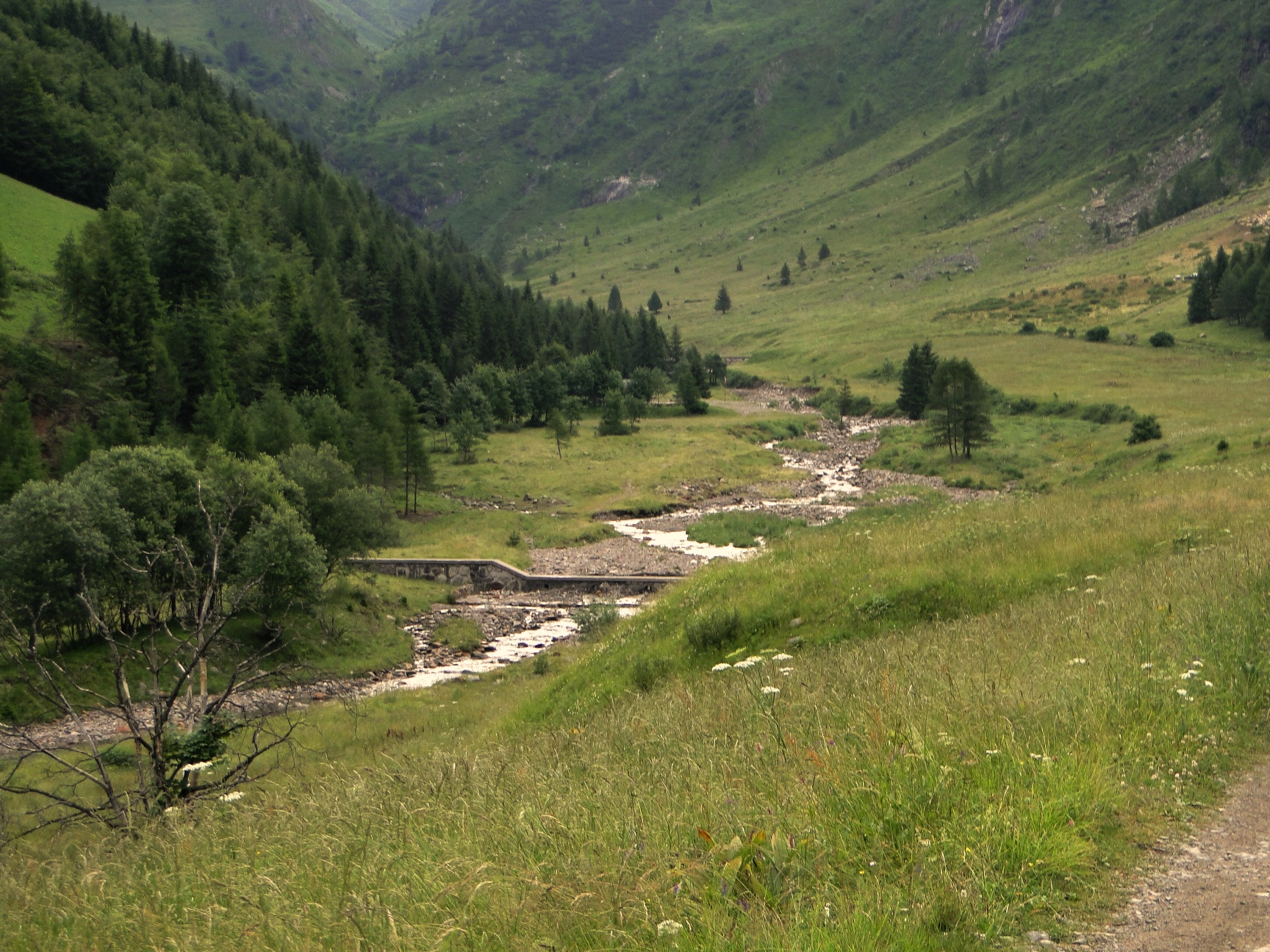
Torrente Bondione alle piane di Lizzola.

## Origini del nome

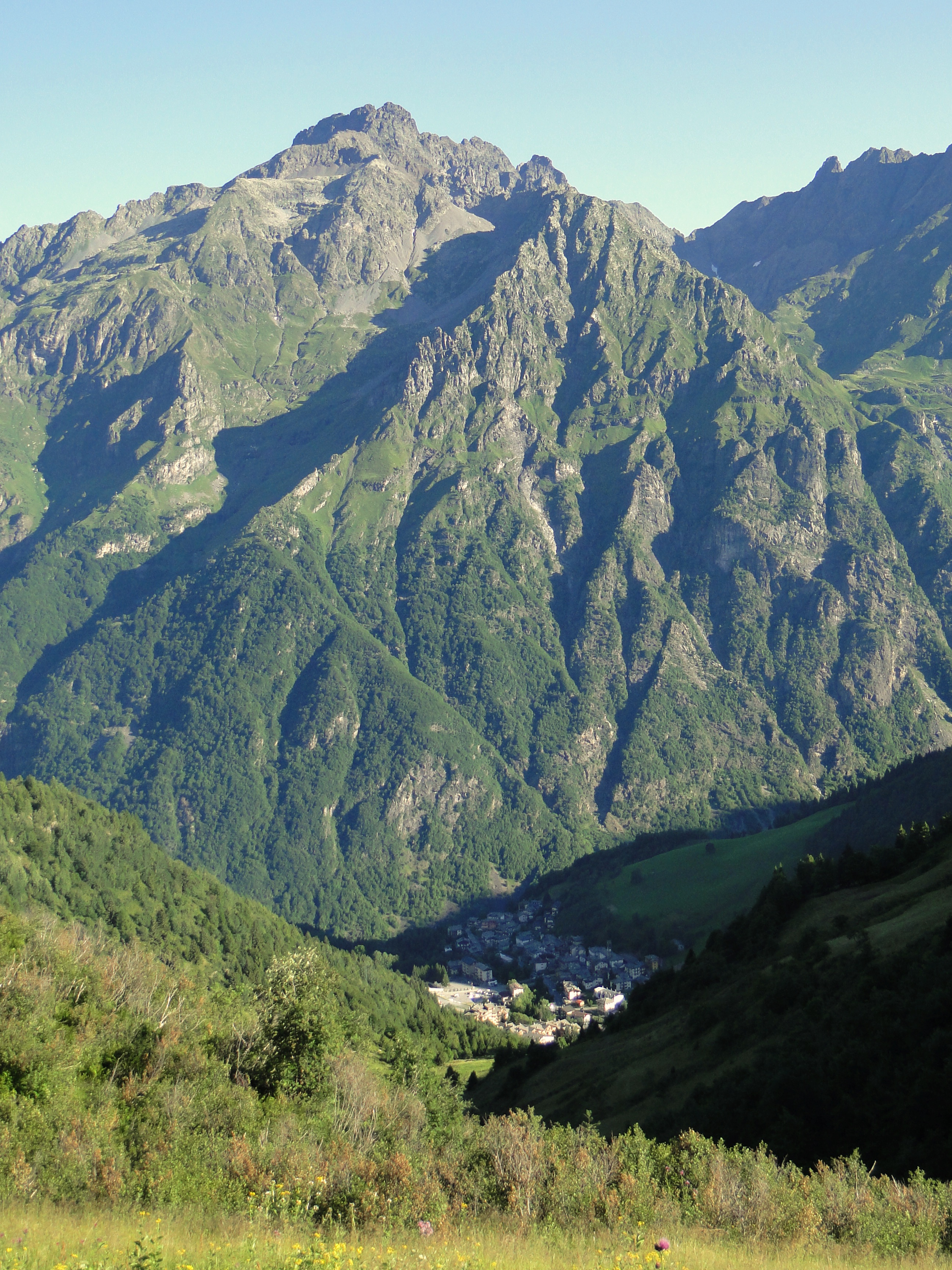
Il paese di Lizzola sovrastato dal pizzo Redorta

Esistono due teorie formulate dagli studiosi riguardo all'origine del nome. La prima vorrebbe farlo derivare dal gentilizio romano "Alletius", traslato prima in "Litius", poi in "Liccius", a cui venne applicato il suffisso diminutivo "-olus", da cui "Licciolus". L'altra, meno probabile, ricondurrebbe invece l'etimo alla voce latina Ilicea, derivante da ilix e ilicis, (indicante l'albero di leccio), poi traslata nella voce tardo-latino "liciola", che starebbe a indicare un boschetto di lecci.
Basandosi sul dialetto locale (variante del bergamasco) appare però molto più semplice far derivare Liddöla da Lédda (slitta usata per il trasporto della legna).

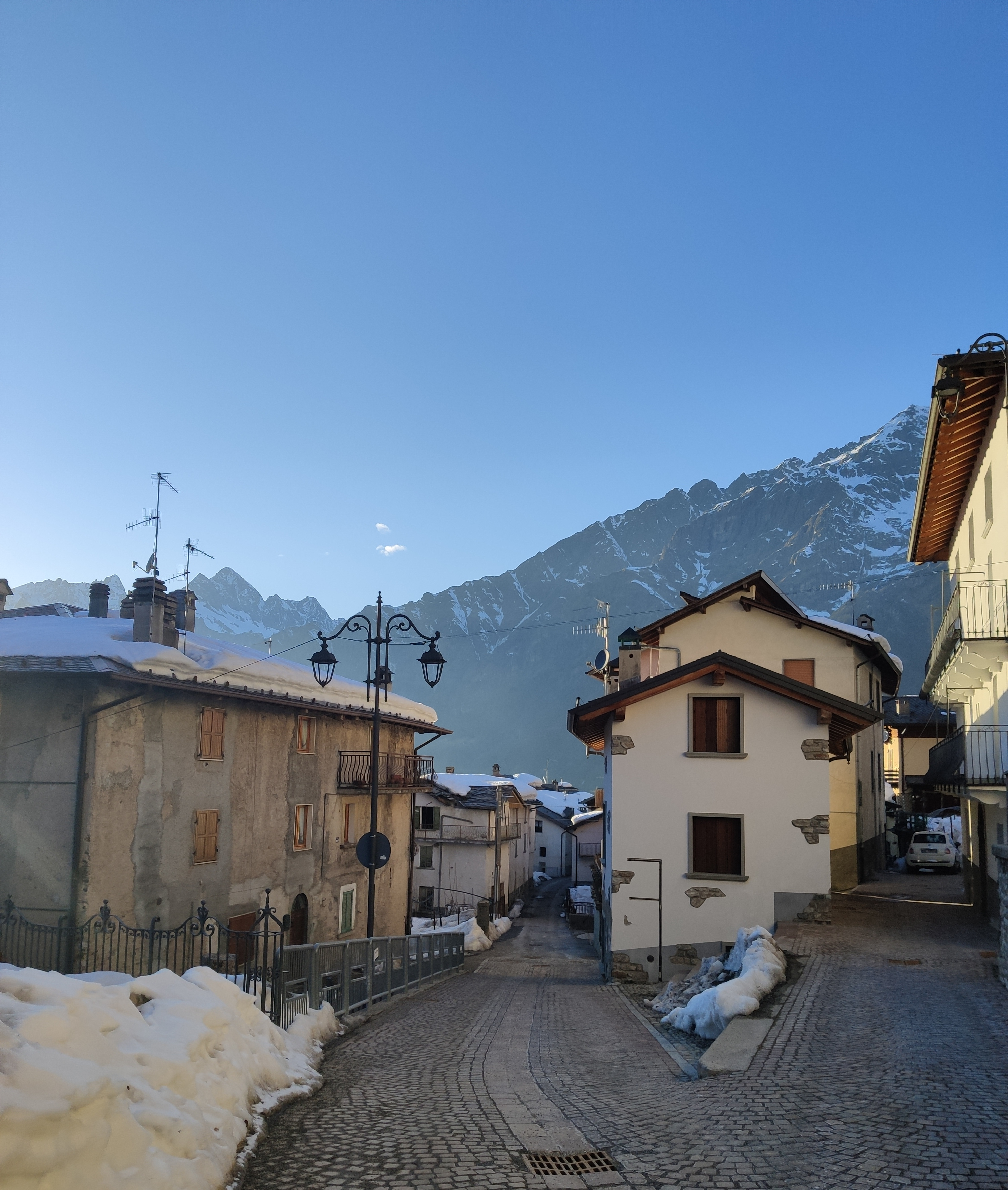
Una viuzza nel centro dell'abitato

## Storia

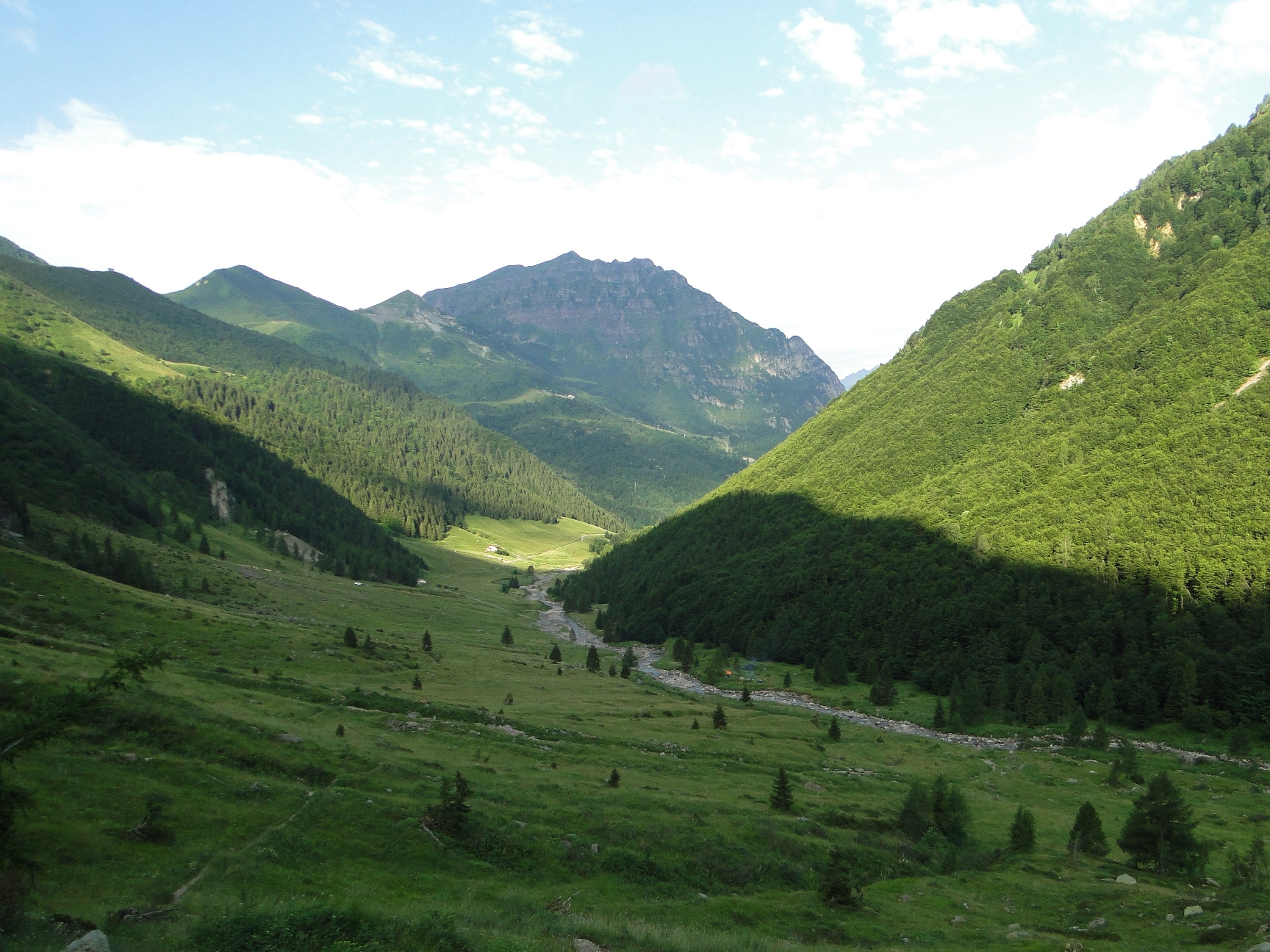
Le Piane di Lizzola, poste a monte dell'abitato, nei pressi delle prime miniere

I numerosi utensili utilizzati per l'estrazione mineraria, quali scalpelli e punte, rinvenuti nelle gallerie poste sulle pendici del monti che circondando Lizzola, portano a considerare che vi fossero sporadici insediamenti abitativi sul territorio, già nell'epoca romana.
L'attività mineraria portò un ingente numero di schiavi (citati da Plinio il Vecchio come Damnati ad metalla), le cui abitazioni avrebbero creato il primo agglomerato urbano.
Nei secoli successivi alla caduta dell'Impero Romano, la zona venne abitata da sporadici gruppi di persone che vi si rifugiavano per trovare scampo alle scorrerie e alle incursioni delle tribù guerriere che imperversavano nei fondovalle. Dal 1202 Lizzola risulta inserita nella Grande comunità di Valle di Scalve che era una federazione di vicinie, ognuna dotata di organi deliberativi ed esecutivi autonomi fino a diventare comune o comunello nel 1789.
La contrada di Lizzola, dal 1486 era ed è una società di fatto. L'atto di fondazione, avviene nel 1575 ed elenca i beni posti in società dei vicini di Lizzola ad uso comune. La frazione assume, in questo periodo, diversi nomi "Vicìnia di Lizzola", "Società Vicìni di Lizzola" o semplicemente "Contrada di Lizzola".

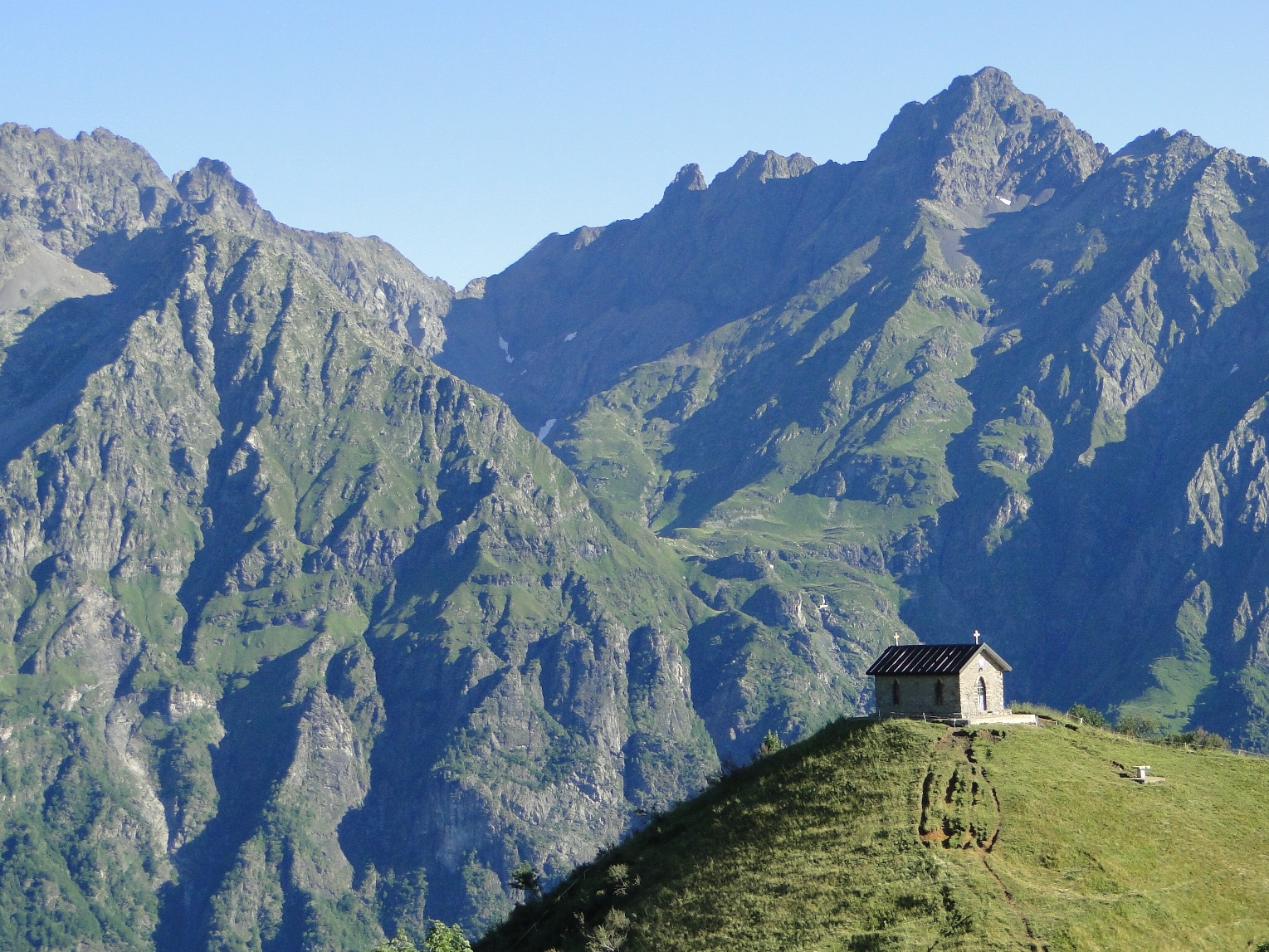
Il passo della Manina, storico collegamento con la valle di Scalve

Per gran parte del periodo medievale Lizzola, al pari degli altri piccoli centri della valle Bondione, gravitò costantemente sia in campo amministrativo che in quello religioso nell'ambito della valle di Scalve. Nonostante questa fosse posta sull'opposto versante orografico e raggiungibile soltanto a piedi tramite il passo della Manina ed il passo di Bondione, entrambi posti lungo angusti sentieri, legò a sé Lizzola nell'Istituzione denominata Comunità Grande di Scalve, facendola inoltre dipendere dalla chiesa prepositurale di Vilminore.
Nel 1628 vi fu una carestia molto diffusa, quindi il Comune dei Dieci Denari (Valbondione), distribuì a Lizzola 80 scudi per i suoi 336 abitanti e acquistò del miglio, da distribuire ai più poveri. Nonostante ciò, la carestia fu disastrosa per tutta la valle e fu il preludio, nonché causa principale, della terribile peste che arrivò due anni dopo. Per prevenire il contagio, la Comunità della Valle di Bergamo chiuse l'ingresso ai forestieri. Furono messi cancelli con guardie armate a Fiumenero per evitare l'ingresso agli untori. Nonostante questi provvedimenti, il contagio arrivò e fece numerose vittime. Si tramanda che le prime case costruite dai pochi superstiti del morbo, furono innalzate nella Valmana, zona vicino a Passevra (Piane di Lizzola) e nella zona della "Campulì". Fu edificata una chiesa con cimitero e più a valle vennero costruite le stalle per il bestiame. Un inverno scese un'enorme valanga dal Monte Crostaro, che seppellì l'intero paese. Gli abitanti si spostarono dunque dove si trova l'attuale abitato di Lizzola, che prima era adibito esclusivamente a pascolo e a coltivazioni.
Nel corso del XVII secolo vi fu un discreto sviluppo del borgo e nel 1680 la locale chiesa di San Bernardino venne elevata a rango di parrocchiale, distaccandosi da Bondione. Il primo parroco di Lizzola fu don Pietro Tagliaferri, nominato dai capifamiglia della Contrada (o Società di Lizzola).

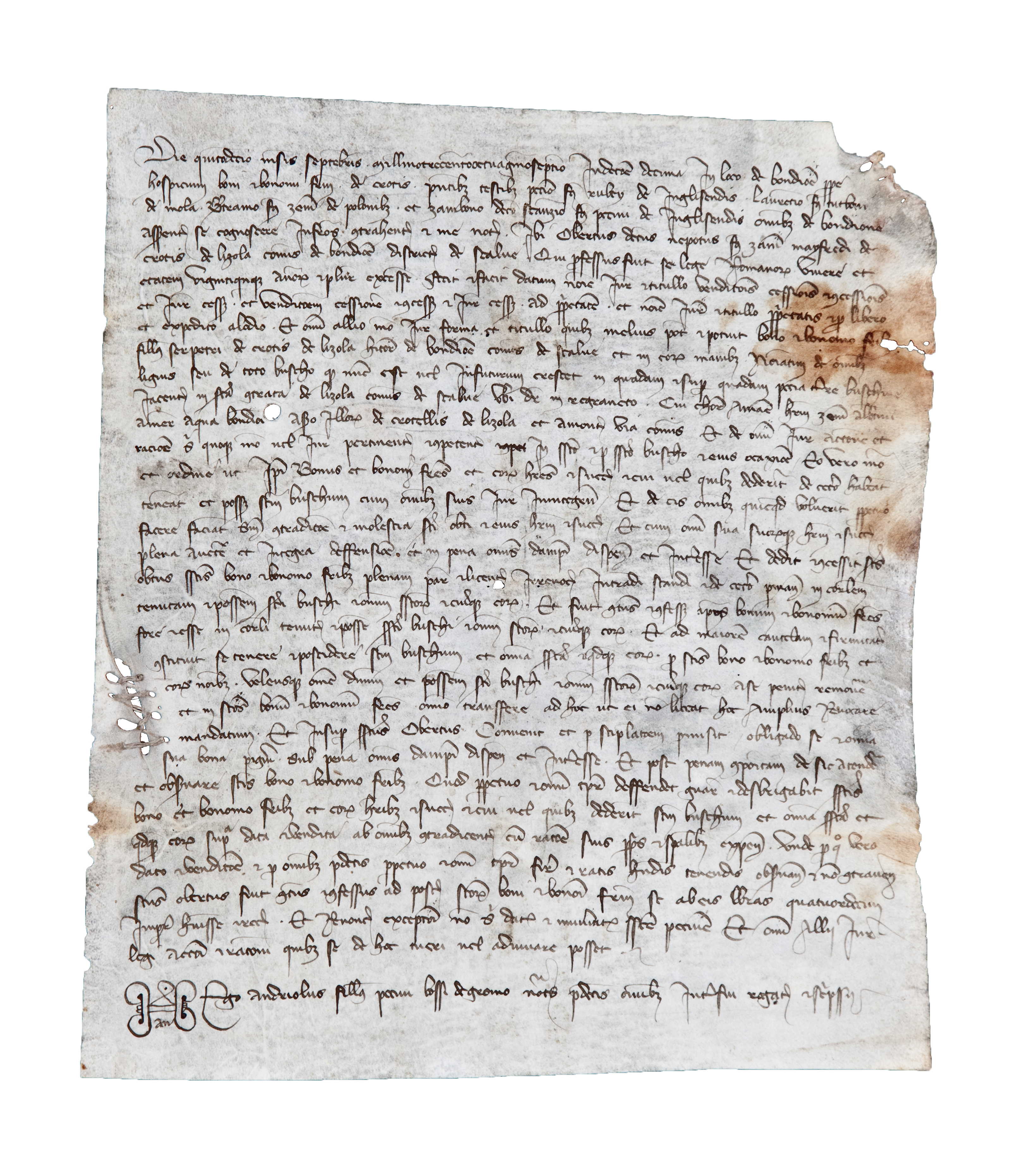
Atto di vendita, redatto nel 1387, in cui si attesta la cessione, tra abitanti di Lizzola, di diritti di legna su un bosco sito nel paese (dall'archivio Pietro Pensa

In quegli anni la comunità chiese anche l'autonomia amministrativa, che fu concessa contestualmente al passaggio dalla Serenissima alla napoleonica Repubblica Cisalpina, avvenuto nel 1797. In questo ambito Lizzola venne inclusa nel Circondario di Clusone, anche se già nella successiva riorganizzazione territoriale del 1805 perse l'autonomia, venendo accorpata a Bondione (nelle carte citato come Comune dei Dieci Denari) e Fiumenero nell'entità denominata Valbondione, dipendente a sua volta dal Comune di Castione.
In seguito alla Restaurazione del 1816, l'intera regione passò all'austriaco Regno Lombardo-Veneto, che definì nuovamente i confini ripristinando il Comune di Lizzola. La frazione, nel 1822, si staccò dal comune di Valbondione acquistando una sua indipendenza amministrativa. La sede del municipio era situata all'ingresso della canonica dove si trovava anche la scuola elementare.
L'ultimo passo fu quello di svincolarsi dalla Valle di Scalve anche in ambito religioso, passando dalla vicaria foranea di Scalve a quella di Ardesio, avvenuto nel 1852.
Nel 1873 la Prefettura di Bergamo, riconobbe Lizzola come "Ente Giuridico Privato" e nello stesso periodo il Decreto napoleonico prescrisse lo scioglimento della Società Vicìnia di Lizzola. La contrada ricorse contro le ingiunzioni dimostrando con documenti alla mano che essa era un ente giuridico privato. Il borgo vinse contro il Decreto e per tale motivo i lizzolesi vengono chiamati "gli avvocati". Da quel momento, il borgo, portò il nome di "Società Contrada di Lizzola Alta".
Nel 1927 il regime fascista, nell'ambito di un'opera di soppressione dei piccoli centri in favore dei più grandi, ne decise la fusione con i vicini Fiumenero e Bondione, andando a formare Valbondione.
Il periodo compreso tra la fine del XVIII secolo e l'inizio del XX vide un periodo molto florido per il borgo, con la popolazione che crebbe dai 230 residenti del 1776 ai 474 del 1853, raggiungendo quota 612 nel 1861 e 746 nel 1911. Il tutto grazie alle molteplici possibilità di lavoro che il territorio offriva: oltre alle miniere, vi era sia l'indotto ad esse legate (vedasi gli altiforni presenti nelle zone limitrofe), ma anche le professioni di boscaiolo e carbonaio.
Dopo la Prima Guerra Mondiale, cominciò a entrare in crisi l'industria estrattiva con pesanti ripercussioni sulla vita degli abitanti. Gli anni seguenti videro infatti una progressiva diminuzione della popolazione che, dopo aver raggiunto le 786 unità rilevate nel censimento del 1921, scese fino alle 100. Soltanto nella seconda parte del XX secolo il territorio comunale venne interessato da un nuovo sviluppo dovuto all'incremento dell'industria turistica, grazie alla presenza di piste da sci, ma anche agli itinerari naturalistici. Ciò nonostante, il numero degli abitanti è rimasto intorno alle 100 unità.

### Lo statuto di Lizzola
Lizzola aveva un suo statuto già dal 1486 come risulta da un atto notarile dell'11 agosto del medesimo anno, dove si descrive la posa dei confini tra un certo Giovanni Capitanio di Vilminore "ed un pascolo di diritto dei sovrascritti di Lizzola". Parte di questo atto ci dice che a questa data, in Lizzola, alcune famiglie gestivano in società dei pascoli. In un altro atto del 1575, si legge che alcuni capifamiglia "in rappresentanza di tutti i Vicini della Vicìnia Contrada di Lizzola" acquistano due proprietà sui monti circostanti. Da questo secondo documento appare chiaro che "Vicìnia Lizzola" è ormai un ente di fatto. Successivamente, nel 1730 vennero convocati tutti i capifamiglia della Vicìnia di Lizzola, allo scopo di amministrare i beni della Società. Nacque così uno statuto redatto dal notaio Marcantonio Albrici di Vilminore. Lo statuto prevedeva la presenza di tre "sindaci", i quali potevano restare in carica per due anni. Alla scadenza, avevano l'obbligo di predisporre le pratiche per l'elezione di quelli nuovi. Chi rifiutava di diventare sindaco senza motivo, poteva essere multato di due scudi. La vendita dei beni poteva avvenire solo con i voti di tutti i membri della contrada. Se qualche forestiero veniva scoperto a danneggiare i beni della Società, veniva denunciato al tribunale. I capofamiglia potevano essere solo i padri delle famiglie residenti a Lizzola con i seguenti cognomi: Frani, Semperboni, Piffari e Pacati. Le donne erano escluse da qualsiasi decisione e partecipazione alle riunioni. In caso di mancanza del padre, il capofamiglia diveniva il primo figlio maschio erede.
Nel 2025, con l'intervento del Tribunale di Bergamo, alle riunioni ed eventuali decisioni organizzative,  possono partecipare anche le donne capofamiglia.

### Le miniere, l'ardesia e la produzione di carbone
L'estrazione del materiale ferroso dai monti Flesio, Manina, Vigna Soliva, Colle, Pomnolo e Posso - Lupi è molto antica. In zona Passevra, vi sono resti di muri e di una fornace per la cottura del minerale del ferro. Ci sono, sulle cime del Colle, Pomnolo, Manina e Flesio, piccoli fornelli nei quali i nostri antenati cuocevano il ferro a mezzo di legna e carbone, che poi selezionato e diviso dal quarzo, veniva trasportato a valle con le slitte (lise) da addetti chiamati strüsì ed in seguito veniva fuso nei forni di Bondione. Il minerale del ferro estratto dalle miniere di Flesio e Vigna Soliva veniva convogliato ai forni fusori di Gavazzo tramite teleferica, mentre quello estratto dalla Manina veniva trasportato e cotto a Teveno (valle di Scalve), in seguito poi trasportato a mezzo di carri trainati da cavalli agli alti forni di Brescia. Durante i periodi invernali era impossibile trasportare il materiale con le slitte e quindi veniva messo in depositi chiamati scotèr.
Intorno al 1600, prima dell'uso della polvere da sparo, il minerale veniva estratto con il solo uso dello scalpello. Con l'impiego della polvere da sparo e con rudimentali bussole, furono aperte nuove gallerie: Capuccina, Flesio, Ribasso Maria e Chioccia. La polvere da sparo si costruiva localmente con un miscuglio di carbone di legna, zolfo e salnitro.
Il lavoro minerario era molto faticoso: un lume (löm) a base di olio di lino (di produzione locale), mandava poca luce e aveva un odore nauseante. Le gallerie erano strette e basse - 1,20 metri di altezza per 1,10 di larghezza -. Il materiale estratto veniva portato all'imbocco per mezzo di carriole rustiche e molt9 pesanti. Più tardi si sono scavati dei pozzi e, per portare al piano della galleria il minerale, si adoperavano scale rudimentali, percorse da ragazzi (dai 9 ai 15 anni) chiamati purtì, che trasportavano il materiale dentro appesantite gerle. Le baracche dei minatori erano molto basse e poste lungo il versante del monte per evitare di restare travolti dalle valanghe durante le abbondanti nevicate. Il cibo era molto semplice: polenta, formaggio, uova, burro e lardo. Anche le donne vennero impiegate per la produzione di ghisa e ferro. Queste lavoratrici erano chiamate taissìne: avevano il compito di dividere a colpi di martello il minerale dallo sterile.
Una delle attività collegate alla produzione di ghisa era quella del carbone da legna. La legna che veniva tagliata in primavera era accatastata vicino alle arali (rai) e in autunno veniva trasformata dai carbonai in carbone, per essere poi portata agli altiforni.
Le arali (rai) erano le piazzole utilizzate dai carbonai per la costruzione del poiàt: grandi cataste di legna - coperte - in cui avveniva il processo di carbonizzazione. I poiàt potevano raggiungere grandi dimensioni, fino a 200 quintali di legna. I tempi di cottura del carbone andavano dai 30 ai 40 giorni, durante i quali la presenza del carbonaio era richiesta a tempo continuo. Se non curato, il poiàt poteva incendiarsi.
Il poiàt veniva così costruito: si preparava la casèla, ossia attorno ad un palo alto circa tre metri veniva costruito un camino in legno di base quadrata dove lungo il perimetro veniva accatastata della legna per renderlo stabile. La catasta veniva poi ricoperta di foglie secche e da uno strato di terra. Dopodiché si estraeva il palo, si versava della brace nella bocca del poiàt e si alimentava con dei piccoli pezzi di legna chiamati gnòc. La sommità veniva poi tappata e si praticavano dei fori lungo la struttura per fornire la quantità di aria strettamente necessaria. Durante tutto il processo, la terra che ricopriva la struttura, doveva essere inumidita costantemente onde evitare che cascasse pericolosamente verso il basso. Dopo un tempo variabile da una a cinque settimane, si lasciava assestare il poiàt per due giorni. A questo punto il carbone era pronto.
Il carbone veniva poi insaccato. Ogni sacco pesava circa 70/80 kg e veniva trasportato a valle per poi essere depositato nei carbünii. È ancora possibile vedere vecchie strutture di poiàt o delle arali salendo verso Maslana a Valbondione.

### Coltivazioni
L'altitudine ed i lunghi inverni permisero poche coltivazioni. 
La principale coltivazione era quella della patata che dava il sostentamento necessario. A seguire troviamo: pochi cereali, canapa, tabacco e legumi.↵Dopo la patata, un'altra coltivazione molto importante per i Lizzolesi era quella del lino, della quale se ne occupavano prettamente le donne. Il lino, per esempio, forniva la tela utilizzata per preparare la dote delle spose e per i paramenti sacri della Chiesa.
I covoni (cioè i fasci di spighe) raccolti in primavera, venivano portati nelle aie delle case, stesi su dei teli e battuti con bastoni per farne uscire la semenza. Dai semi si ricavava un olio pregiato, utilizzato a scopo alimentare ma anche come combustibile per le lampade, oppure i semi venivano portati alla volta di Schilpario per essere torchiati. Le pianticelle, ormai prive di semi, venivano riportate nei campi a macerare per un mese e poi di nuovo nelle aie delle case. A questo punto venivano ammorbidite mediante battitura, utilizzando uno strumento di legno chiamato maöl e poi stesi sui muretti a essiccare. Nei primi giorni d'ottobre si portavano in casa e si cominciavano a gramolare. Il lino veniva ulteriormente sfibrato e separato dalla gaia (sommità della pianta che conteneva la semenza) utilizzando dei pettini chiodati chiamati spinàs. La gaia veniva usata per imbottire i materassi mentre la fibra rimanente era pronta per essere filata. La filatura avveniva nel periodo invernale. Il filo veniva poi avvolto su matasse pronte per essere utilizzate sul telaio; da queste si ricavava la tela.

### Bestiame e pascoli
Quasi tutte le famiglie possedevano pascoli e bestiame: vacche per i benestanti, pecore o capre per i più poveri. Il latte prodotto veniva consumato fresco solo raramente poiché serviva a produrre burro e formaggio, merce di scambio per gli acquisti essenziali della famiglia.
Il pascolo si estendeva oltre il bosco. Nei pianori o nelle radure sorgevano baite (malghe) per il ricovero del bestiame e per il deposito del fieno che veniva tagliato due volte l'anno. Baite di cui poche rimaste a testimonianza. Quando il terreno cominciava a gelare, con una slitta chiamata cahòt, vi si cospargeva il letame e lo si rassodava.
D'estate il pascolo era condotto all'alpeggio in quota. La gente del posto, la notte, sistemava le mucche e tornava in paese mentre i mandriani esterni chiamati "Bergamì" restavano a dormire nelle baite prese in affitto. Sovente, erano i bambini del paese che portavano al pascolo, durante il giorno, le capre e le pecore degli abitanti verso i pascoli medio/bassi del paese. Partivano la mattina presto, passavano di casa in casa a recuperare gli animali, li portavano in alpeggio e tornavano il pomeriggio tardi.
Oltre al pascolo di bovini o di ovini, appena possibile, ogni famiglia allevava un maiale per ottenere poi salami, cotechini, pancetta, lardo e strutto. Non veniva sprecato nulla.

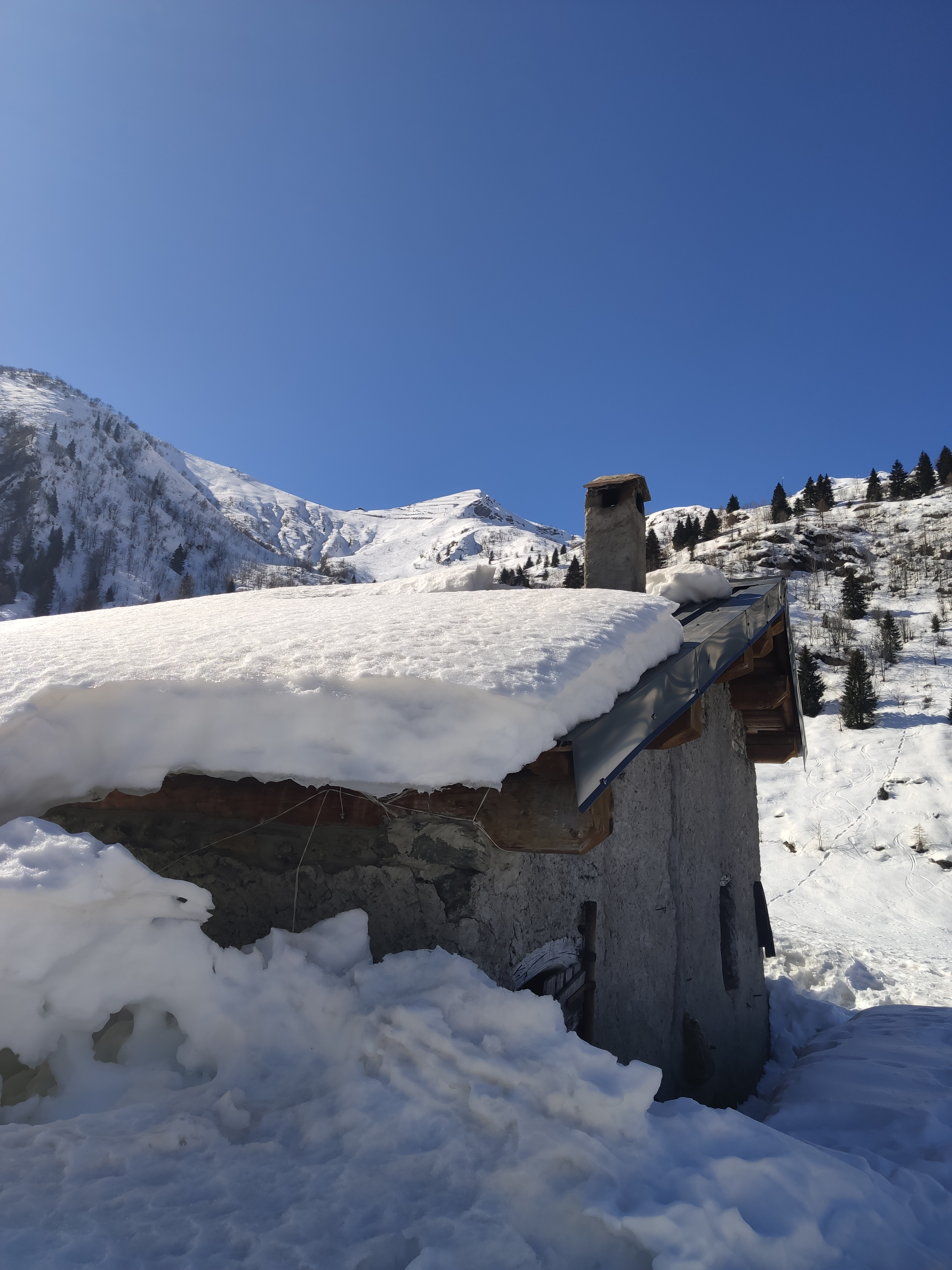
Baita Bassa dell'Asta utilizzata per il pascolo degli animali, un'altra delle attività di sussistenza all'epoca per i Lizzolesi

## Monumenti e luoghi d'interesse

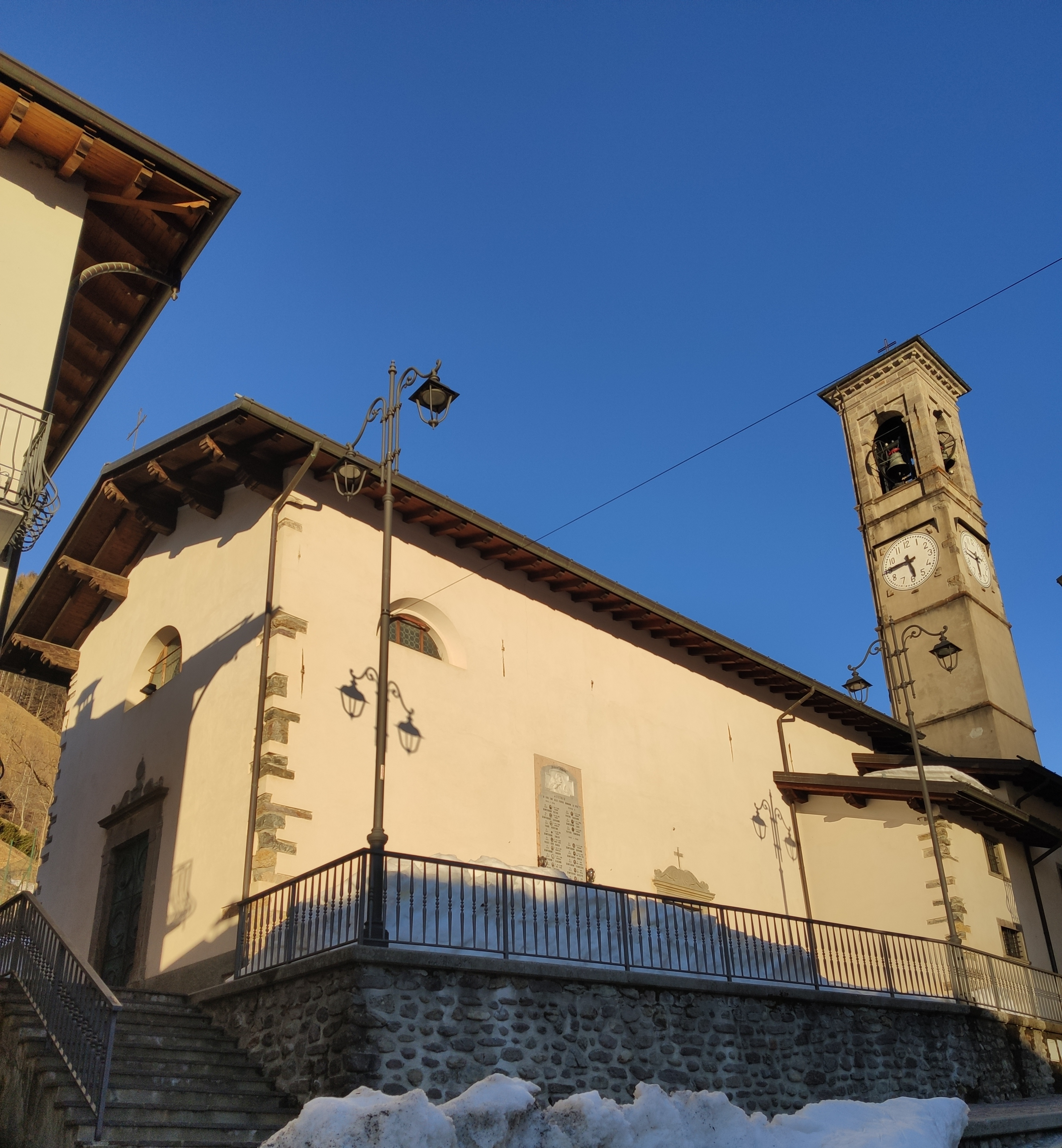

Chiesa di San Bernardino
La piccola Chiesa Parrocchiale di San Bernardino custodisce al proprio interno interessanti opere d'arte, tra cui l'affresco sull'altare maggiore, opera di Enrico Albrici, due tele ovali eseguite da Giovanni Raggi, alcune sculture lignee di Giovanni Piccini, l'affresco sulla volta a botte realizzato da Giovanni Battista Brighenti, una tela di Antonio Brighenti, l'altare di sant'Antonio di Padova della bottega dei Caniana, alcune statue di Cristoforo Bettinelli e l'altare dell'Annunciazione, eseguito da Alberto Meli.

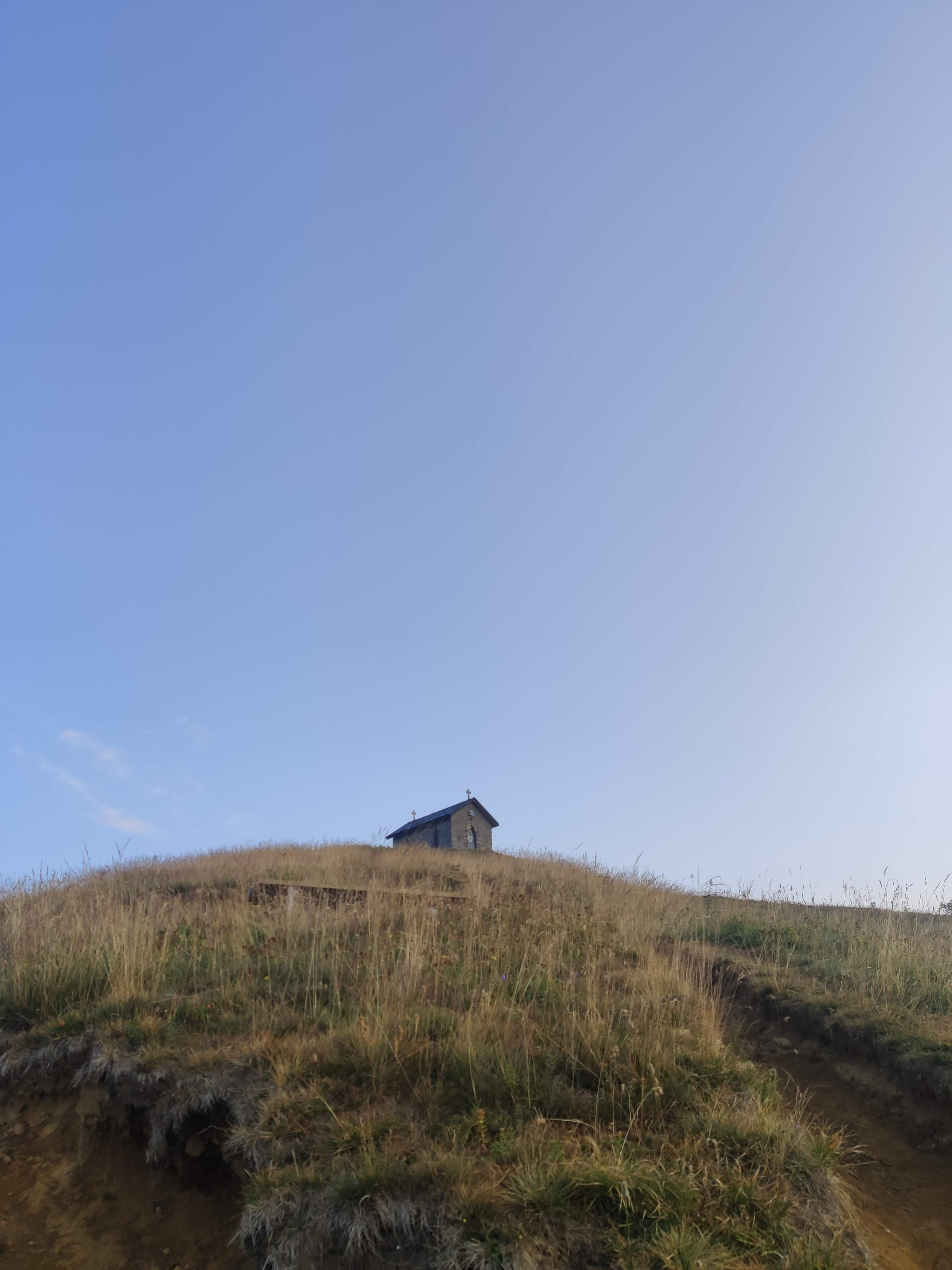
Chiesa della Madonna Pellegrina

Piccola chiesa intitolata alla Madonna Pellegrina posta sul Passo della Manina a un'altezza di 1796 mt. Edificata nella prima metà del Novecento, proprio a ricordo della passaggio della Madonna attraverso il passo.

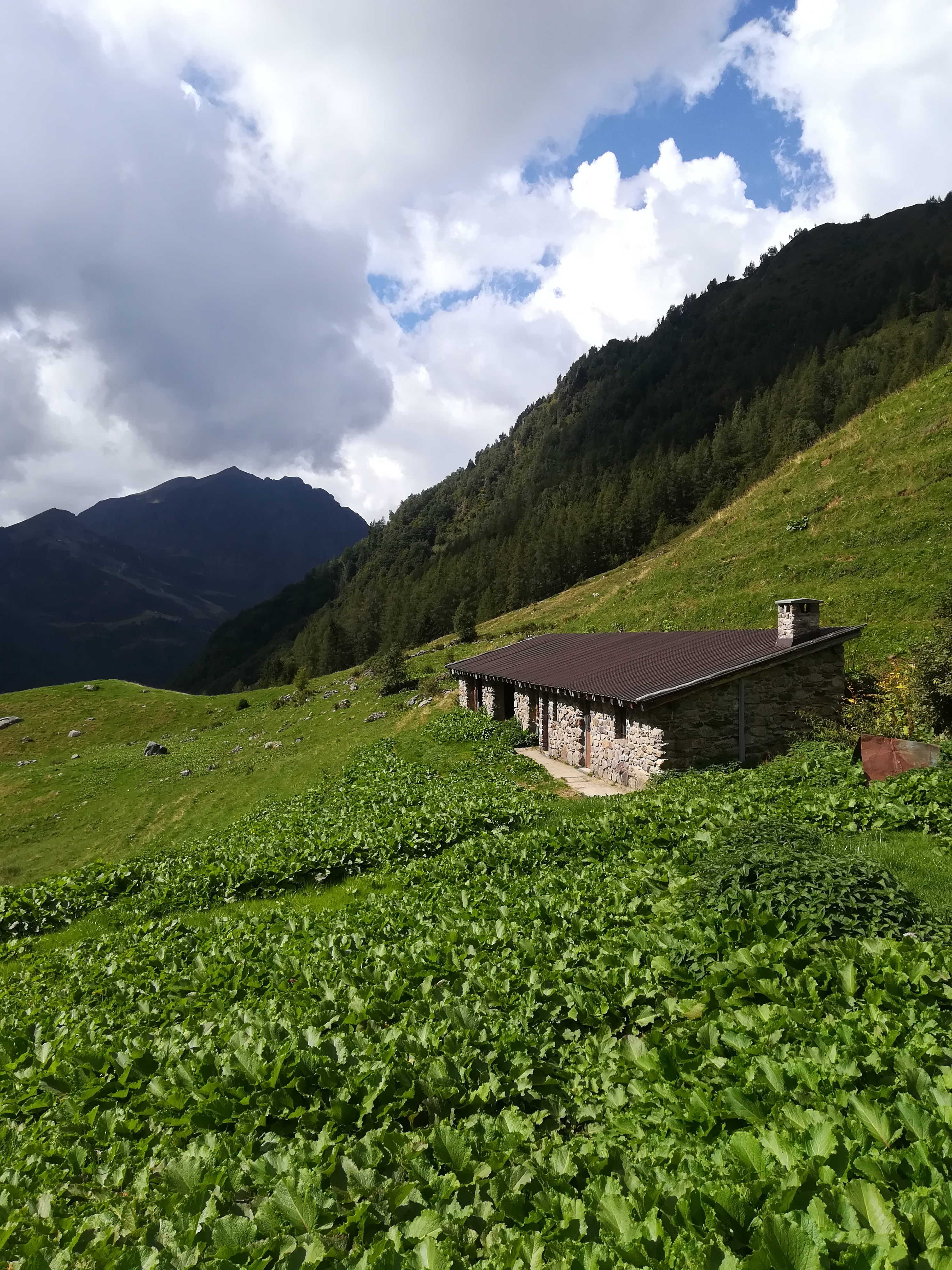
Baita di Passevra alle Piane di Lizzola

Piane di Lizzola
Nella valle del torrente Bondione, a quota 1350 mt s.l.m. troviamo le Piane di Lizzola, uno spazio verde, pianeggiante e ricco di vegetazione. La flora della zona consiste principalmente in boschi di conifere e faggete, ginepri e rododendri. Tra i fiori più caratteristici ci sono i Crocus Vernus, gli anemoni, l'achillea, il botton d'oro e molti altri.
Un luogo interessante da visitare è il vecchio ingresso della miniera Lupi, posto alla destra del torrente Bondione. L'entrata della miniera si raggiunge salendo lungo la sterrata presente all'interno della valle delle Piane e l'ingresso è visibile dopo circa 200 mt. dalla partenza del sentiero, in località Valletera. Altri punti di interesse nella valle delle Piane sono i Bàrek, i vecchi recinti di pietra utilizzati per il bestiame durante il pascolo estivo, le Baite del Tuff, rustiche stalle e la Baita degli Alpini, punto di ristoro durante il periodo estivo. Inoltre, le Piane sono un punto di partenza per raggiungere diverse vette orobiche come il monte Tre Confini.
Valbona

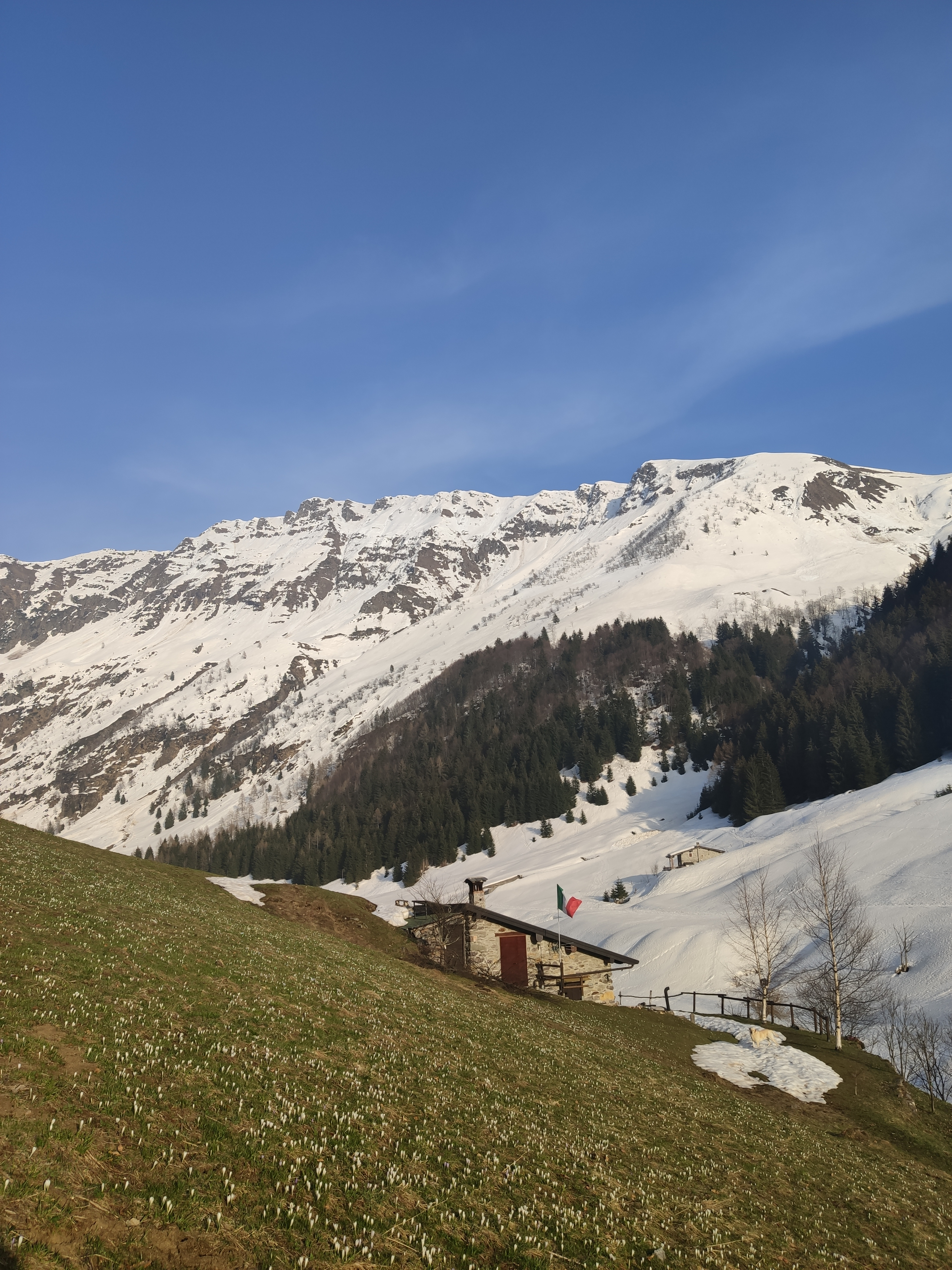
Baita del Tuff Alta

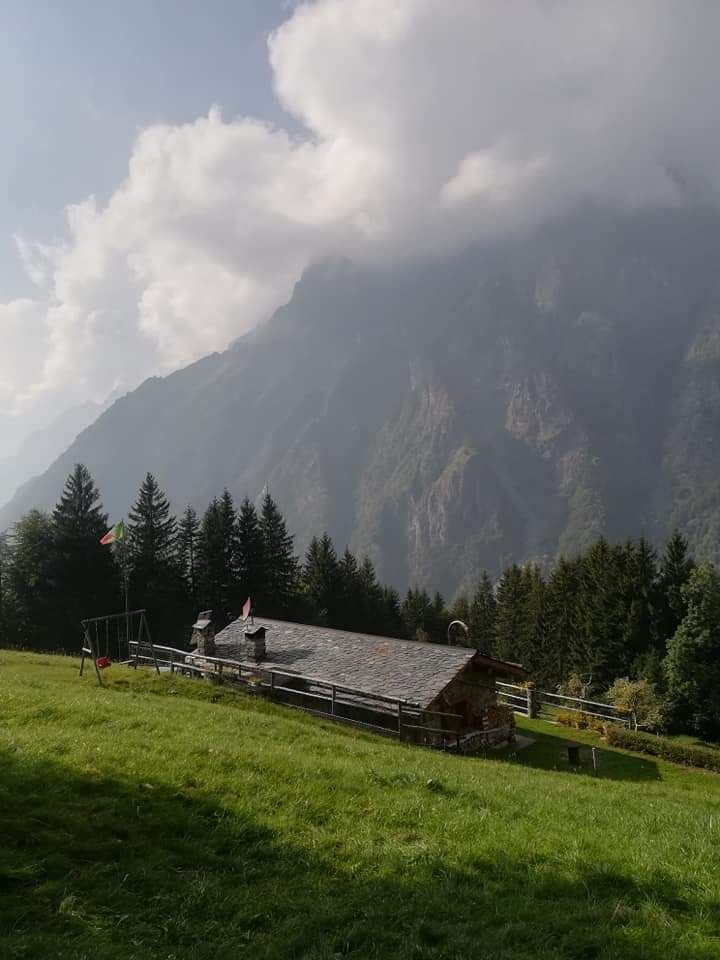

Valbona è un'area boschiva ricca di abeti e faggi, costituita da un ampio prato al centro del quale si trovano abitazioni rustiche un tempo adibite a stalle o utilizzate come punto di appoggio per i cacciatori. Da questa località si gode di un ottimo panorama: di fronte s'innalza il Pizzo Coca, più a sud il Redorta e in uno scorcio tra il bosco si riesce a intravedere il primo salto delle Cascate del Serio. Da Valbona parte il sentiero che porta alle Baite di Maslana (Valbondione).

## Società

### Tradizioni e folclore
- Le cinque contrade di Lizzola

Le cinque contrade di Lizzola (Cantù, Ebònd, Cà d'Obert, Piaza e Simicà) erano ben distinte e distanziate tra loro ma in seguito all'espansione urbanistica, si sono avvicinate tra loro e quindi fuse. Filastrocche e narrazioni antiche raccontano la storia e le caratteristiche delle differenti contrade. Si racconta che la contrada Simicà venisse classificata come contrada pericolosa, a causa del rischio slavine, che gli abitanti di Piaza avessero una salute precaria forse a causa della forte umidità proveniente dal torrente Bondione e che quelli di Cantone venissero commiserati come diavoli. Ebònd e Cà d'Obert furono sempre descritte come contrade piene di splendore.
- Festa Patronale di S. Bernardino

Per tradizione la festa patronale del 20 maggio era preparata accuratamente. Alla vigilia veniva costruito un grosso falò in uno spiazzo (Ral de San Bernardì). Il giorno della festa veniva ufficiata la messa musicata dal corpo bandistico. A volte, nel medesimo giorno venivano somministrati i sacramenti della cresima e della comunione. Dopo la processione lungo le vie del paese, la festa si concludeva con un rinfresco offerto sul sagrato della chiesa. 
- Processione di Santa Barbara

Vi era l'antica tradizione di portare la statua di Santa Barbara (protettrice dei minatori), opera lignea conservata nella Chiesa di San Bernardino, in processione fino al cippo posto nella Valle delle Piane ogni agosto, a ricordo dei tanti minatori lizzolesi deceduti durante il lavoro nelle miniere.
- Ol Roertài

A Lizzola si racconta che le sposine - in passato - subito dopo il loro matrimonio, tornassero alla casa paterna per una decina di giorni. Il motivo non è tuttora ben chiaro. Forse tornavano per sistemare la dote da portare nella nuova dimora oppure era un modo per rendere meno traumatico il distacco con la famiglia.
- La banda dei campanacci

Quando si sposavano vedovi/e o persone anziane, a cerimonia compiuta, questi venivano accolti dalla Banda dei Campanacci: un gruppo di persone che, attraverso l'uso di pentole, mestoli, etc., faceva un gran fracasso fuori dalla chiesa. Si voleva così ironizzare intorno ad una scelta che sembrava fuori dal tempo.
- Rimedi e medicamenti naturali

Linuda: era una polvere derivante dal lino. La si pestava finemente e si otteneva una pappa. Era usata in piccole porzioni che si spalmavano tiepide su di un pezzo di cotone bianco e si appoggiavano sulla parte dolorante;
Acqua di Giansana (genziana maggiore): era un decotto da bere. Si diceva che avesse effetti rivitalizzanti;
Ol lichene (Licheni): venivano bolliti e l'acqua di bollitura si lasciava raffreddare; coagulando formava una specie di panna viscida da bere e veniva usata contro le bronchiti. Veniva data anche alle mucche quando erano malate.
Colanine: si infilavano su uno spago tanti spicchi di aglio, fino a creare una collana che veniva usata per curare l'érem (acetone).
- Posa delle croci e dei simboli sulle vette

Nel 1982, ad un gruppo di amici di Ranica, venne l'idea di posare una croce sulla cima del Monte Sasna. Luigi Bassanelli, un membro di questo gruppo, fu l'ideatore ed il creatore della croce vera e propria, la quale venne costruita nel 1983. A luglio dello stesso anno, i cosiddetti "Sherpa del Sasna", raggiungono la cima per creare il basamento. La posa risulta veramente difficile poiché l'unica pozza d'acqua utile per la sabbia ed il cemento si trova molto più in basso rispetto alla cima, quindi è un continuo salire e scendere sotto il sole. Il 7 agosto 1983, dopo aver portato ed assemblato la croce sulla vetta, è il momento dell'innalzamento. Pochi giorni dopo, in occasione dell'Assunzione di Maria in cielo, viene celebrata la benedizione e l'inaugurazione con un numero considerevole di partecipanti. La giornata si conclude con la messa celebrata da Don Walter Pinessi.
Nel 2018, a causa di una forte tempesta, la croce è caduta ed è stata sistemata nell'estate del 2020. La nuova croce è dedicata all'alpinista Mario Merelli, originario di Lizzola.

Vetta dei Tre Confini Nel 1957, Dino Perolari (amico di Walter Bonatti) ed alcuni amici, misero a punto nelle loro officine la struttura con campana che possiamo oggi ammirare sulla vetta del Pizzo dei Tre Confini. Una mattina di settembre portarono tutto il materiale a Lizzola, caricarono una parte di questo sul dorso di un mulo ed il resto lo divisero fra di loro. Giunti sulla vetta "nuda", iniziarono a spianare il terreno, caricarono più volte la sabbia e la ghiaia dal ghiacciaio sottostante attraverso l'uso di secchi e si procurarono l'acqua da una pozza posta circa 100 metri sotto la cima.
Verso la fine del 2012, tutta la struttura si presentava usurata e tra il 2013 ed il 2016 si misero in atto i lavori di ristrutturazione da parte di un gruppo di volontari del paese di Lizzola. Sistemarono il basamento, la targa e la campana, che fu sostituita da una nuova dal peso di 14 kg. Il 25 settembre 2016 fu inaugurata la nuova struttura con una solenne cerimonia.

### Origine dei cognomi più comuni
A Lizzola era consuetudine chiamare le persone del posto con il loro soprannome poiché i nomi ed i cognomi spesso erano uguali. Dunque, dare un soprannome nasceva dalla necessità di individuazione della persona.
I cognomi tipici del paese (Semperboni, Piffari, Pacati e Frani) sono derivati dai soprannomi che progressivamente nel tempo sono stati trasformati.
Nella memoria storica è conservata una leggenda sui cognomi che fa riferimento a gruppi di deportati ai tempi dei romani condannati al duro lavoro nelle miniere. Durante le loro fatiche emergevano i loro temperamenti che, col tempo, si sono trasformati in cognomi veri e propri: quelli dediti al lavoro venivano chiamati semper boni, da qui il cognome Semperboni. Quelli più cattivi venivano chiamati perfidus dando origine all'attuale cognome Pifferi o Piffari. Coloro che perseveravano nel male venivano chiamati peccati , gli attuali Pacati. I deportati che perdevano subito la pazienza venivano paragonati alle frane e dunque il cognome si trasformò nell'attuale Frani.

## Sport

### Impianti di sci
A Lizzola sono presenti impianti di risalita per la pratica dello sci alpino e dello snowboard. Le piste sono poste ai pendici del monte Sponda Vaga, monte Cörna, Rambasì e si trovano al confine con la val Sedornia e la val di Scalve. Inoltre, gli innumerevoli sentieri presenti nel comprensorio sciistico, permettono sia la pratica dello sci alpinistico che quella dell'uso delle ciaspole.

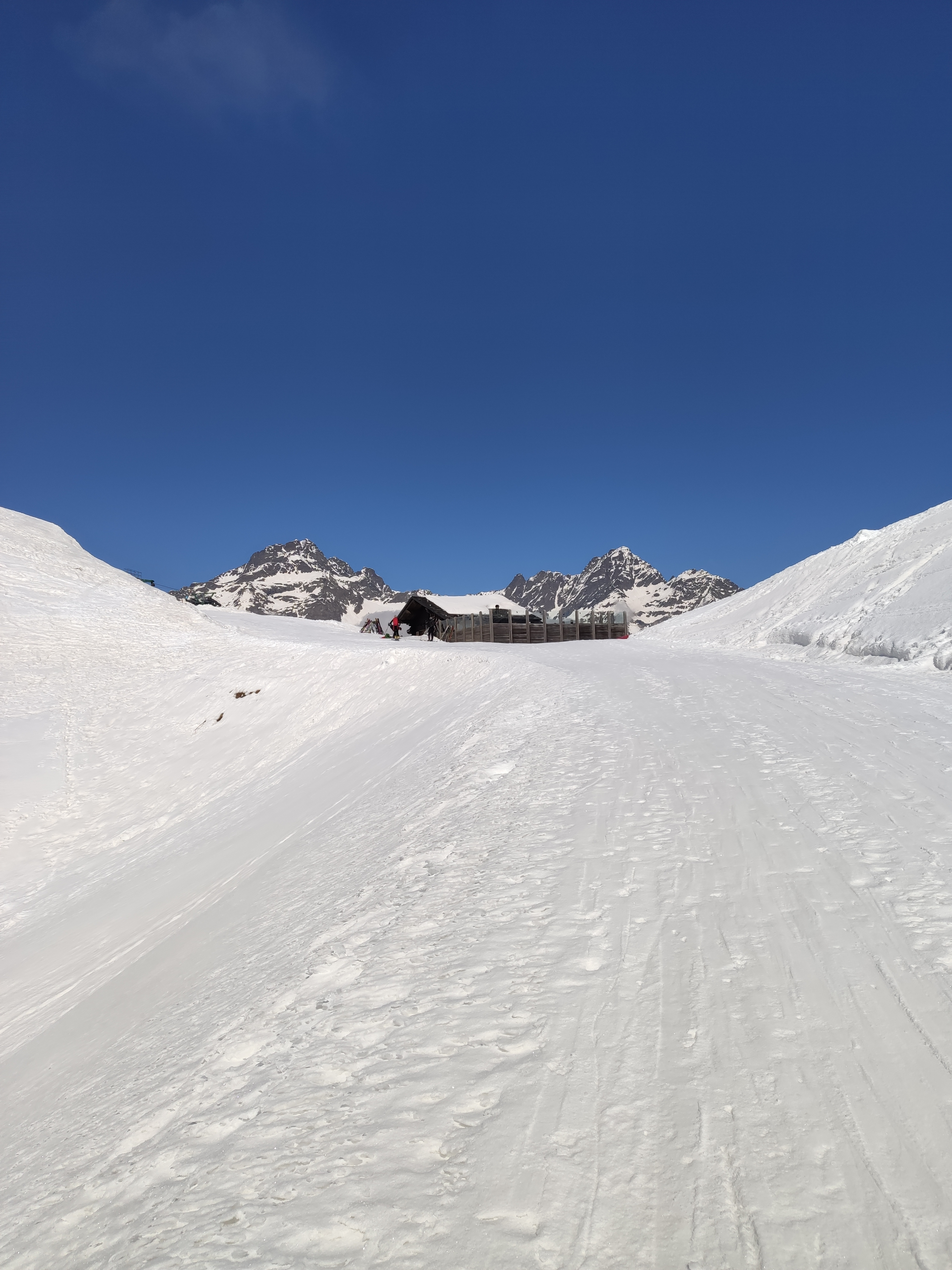
Il Rifugio Mirtillo salendo dalla Pista del Sole

### Downhill
Dall'estate 2012 è possibile praticare downhill attraverso un bikepark con tre tracciati. I percorsi sono stati realizzati lungo le piste che d'inverno vengono utilizzate dal comprensorio sciistico. Si va dai 2000 mt s.l.m. dove si trova il tracciato Cavicchioli sino ai 1250 mt s.l.m. del paese di Lizzola.